# Michele Apocapa
Michele Apocapa (metà X secolo – Edessa, 1035 o dopo) appartenente alla nobile famiglia armeno-georgiana degli Apocapa, fu il primo membro di spicco di questa famiglia.

## Biografia
Michele Apocapa iniziò la sua carriera militare servendo come guardia del corpo del principe georgiano Bagratide Davide di Tao (966-1000), su cui aveva grande influenza. Michele ebbe un figlio che chiamò Basilio, che sarà il più importante rappresentante della famiglia. L'imperatore bizantino Michele IV (1034-1041) lo chiamò al suo servizio, Michele fu nominato patrizio e posto come governatore di Edessa. Non sappiamo la data di morte, sicuramente morì di vecchiaia.